# 琳达·馬利亞·巴洛斯
琳达·馬利亞·巴洛斯 （法语：Linda Maria Baros, 1981年8月6日—），生于罗马尼亞布加勒斯特，法國詩人、作家。
17岁时，赴巴黎留学（索邦大學）。 阿波利奈尔奖（Prix Apollinaire，2007年，法国）。
她的诗并被译成25多种文字。

## 著作目錄

### 詩集
罗马尼亞
- Amurgu-i departe, smulge-i rubanul !（2001年）
- Poemul cu cap de mistret（2003年）

法国
- Le Livre de signes et d’ombres（2004年）
- La Maison en lames de rasoir（2006年）
- L’Autoroute A4 et autres poèmes（2009年）

### 散文集
法国
- Passer en carène（2005年）
- Les Recrues de la damnation（2005年）

## 外部連結
- 琳达·馬利亞·巴洛斯 （页面存档备份，存于）
- 詩集 （页面存档备份，存于） （法语）
- 图书馆 （页面存档备份，存于） Bibliothèque ZOOM
- 詩集 （页面存档备份，存于） Linda Maria Baros - poetry in English （英语）